# José Lupercio Panzano
José Lupercio Panzano e Ibáñez de Aoiz (Zaragoza, c. 1656-Zaragoza, 26 de enero de 1705) fue un historiador y cronista español, cronista mayor de Aragón entre 1703 y 1705.

## Biografía
De familia noble, tuvo una buena educación, ya que fue un escritor y poeta notable y tenía amplios conocimientos de matemáticas.
Ocupó diversos cargos oficiales en Zaragoza. En las Cortes de Aragón de 1684 fue secretario del brazo de la Iglesia y en las de 1689 ya fue diputado del Reino. En 1695 fue síndico a tributar y posteriormente consejero real del Consejo Supremo de Aragón.
En 1701, debido a la falta de tiempo del arcediano Dormer, fue nombrado cronista mayor del Reino de Aragón interino, y tuvo que esperar hasta el 7 de diciembre de 1703 para conseguir el puesto en propiedad: «del Consejo de Su Majestad y Secretario del Consejo de Aragón, infanzón, Ciudadano y domiciliado en dicha y presente Ciudad de Zaragoza». En 1705 entregó sus Anales a los diputados y falleció poco después de redactar la dedicatoria, el 26 de enero de 1705.
En su nombramiento, la Diputación del Reino decidió aumentar los controles sobre los cronistas, posiblemente debido a la experiencia con Dormer. Según las nuevas reglas, el cronista debía presentar personalmente todos los años ante la Diputación un cuaderno o cuadernos sobre la continuación de los anales, so pena de perder un cuarto de su salario, y además no podía ausentarse más de cuatro meses de Zaragoza sin permiso de los diputados, bajo pena de perder el salario durante el tiempo de ausencia. Además, en una época de crisis causada por el fallecimiento de Carlos II sin heredero directo, aumentaban el control del contenido producido por los cronistas:

[...] reconozca la total jurisdicción y dependencia del consistorio de los Señores Diputados en lo tocante al dicho oficio de Coronista y cumplimiento de su obligación, en la misma forma en que la corte del Señor Justicia de Aragón ha calificado este conocimiento al consistorio de los Señores Diputados, con un decreto de firma expedido en veinte y cinco de Agosto de este presente año, y prometa no ir contra él en ningún tiempo ni en manera alguna y lo contrario haziendo quede con el mismo hecho privado perpetuamente de dicho oficio de cronista.
«Acto de nominación de cronista del Reino en favor de Panzano» (cit. Conde de la Viñaza, Los cronistas de Aragón)

## Obra

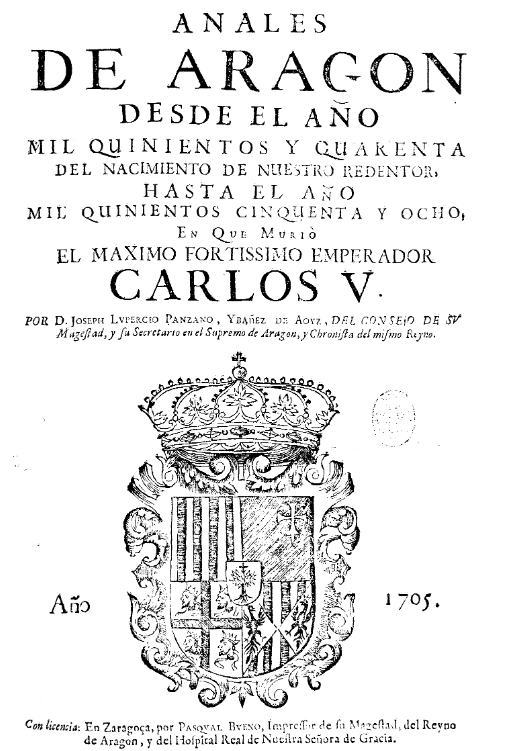
Anales de Aragón [...] (1705)

Sus Anales tratan los años 1540 a 1558. Es un volumen de 568 páginas impreso por Pascual Bueno en 1705, gracias al trabajo de su hermano, el maestro y prior del convento de San Agustín, fray Diego Panzano. El conde de la Viñaza expresó su admiración por la extensión y la concisión del trabajo realizado por Panzano en solo tres meses. El Santo Oficio no estuvo completamente de acuerdo con lo expresado y prohibió la obra.

Tuvo especial cuidado en la narración de los consejos, actos, sucesos, nombres, vida y naturaleza de las personas que gobernaron é ilustraron el Reino; mas no obstante su singular mesura en los juicios que emitió, así en la reprensión y en la alabanza como en lo que debía de callar y de decir, no lo entendió de esta suerte el Santo Oficio, que, por suponer determinadas alusiones, mandó retirar el libro y puso dificultades á su conocimiento y difusión.
Conde de la Viñaza, Los cronistas de Aragón

La mayoría de sus poemas ha permanecido inédito, así como una Aritmética, un Nobiliario del reino de Aragón y diversos apuntes, que no fueron  publicados.
- «Prólogo», en D. J. Dormer, Anales de Aragón, Zaragoza, 1691;
- Anales de Aragón desde el año de 1540 del nacimiento de nuestro redentor hasta el de 1558 en que murió el Máximo, Fortísimo Emperador Carlos V, Zaragoza, Pascual Bueno, 1705;[4][5]
- Memorial de un apasionado a los reyes de la sala de San Jorge, Zaragoza, 170?;
- Vida del Emperador Carlos V (inéd.);
- Libro de Aritmética (inéd.).